# Silver goal
Silver goal var en term inom fotboll som betecknade ett mål som gjordes under en förlängning på liknande sätt som ett golden goal. Dock innebär ett silver goal, i motsats till golden goal, att spelet i förlängningen fortsätter halvleken ut. Förlängningen blir antingen 15 minuter eller 30 minuter, beroende på då målen görs.
En förlängning i fotboll spelas i 30 minuter uppdelat på två halvlekar, förlängningskvarter, om 15 minuter vardera. Silver goal-regeln innebar att om ett mål gjordes under den första förlängningskvarten, fortsatte spelet tills kvarten färdigspelats. Om resultat efter 15 minuters förlängning dock fortfarande var oavgjort spelades även den andra förlängningskvarten om ytterligare 15 minuter. Om resultatet fortfarande var oavgjort efter den andra förlängningskvarten avgjordes matchen genom straffsparksläggning.
Silver goal var en regel som infördes av Uefa säsongen 2002-2003. Den användes bland annat vid Uefa Europa League och kvartsfinaler, semifinaler och finaler i EM i fotboll.
Varken silver eller golden goal används idag av Uefa för att avgöra en match. Man valde istället att återgå till de gamla reglerna med en förlängning om två halvlekar om vardera 15 minuter.